# Rhamnus prinoides
Rhamnus prinioides, também chamado gesho, é um arbusto africano da família das Rhamnaceae. Foi primeiramente descrito pelo botânico francês Charles Louis L'Héritier de Brutelle em 1789.

## Descrição
O Rhamnus prinioides ocorre da Eritreia e Etiópia até à África do Sul, em médias e altas altitudes. Seus frutos vermelhos e brilhantes são comestíveis.

## Usos
Todas as partes da planta são utilizados para nutrição, medicina e religião. Na Eritreia e na Etiópia, onde a planta é conhecida como "gešo" ou gesho, é usada de maneira similar ao lúpulo em um hidromel chamado de tej. Também é utilizado em uma cerveja local chamada de tella. 